# Edwin Edwards (kunstner)
 Der er flere personer med dette navn, se Edwin Edwards.
Edwin Edwards (født 6. juli 1823 i Suffolk, død 15. september 1879 sammesteds) var en engelsk maler og raderer. 
Han var 37 år gammel, da han opgav en betydelig sagførerpraksis for at hengive sig til kunsten, gjorde en studierejse til Tyrol og rejste derefter til Paris, hvor han under indflydelse af Henri Fantin-Latour og andre begyndte at male og radere; først malede han akvareller, senere oliebilleder, af hvilke Gainsburry Lane vakte opsigt, da det 1877 var at se i Londons Akademi; det roses navnlig for sin klare, alvorlige holdning og den udmærkede karakteristik af den engelske klippekysts ejendommelige lysvirkninger; nu tilhører det med flere af hans malerier Tate Gallery. Mest kendt er Edwards dog som raderer, i hvilken egenskab han var meget produktiv (376 blade) og viste overordentlig dygtighed. Hans billeder af gotiske domkirker er gennemgående af ægte monumental virkning, hvilket delvis også gælder om hans suite Old Inn’s of England og om hans kystpartier. Hans illustrationer af Wordsworth og Longfellow sættes i England højt.